# グルコシノレート

グルコシノレートの構造。側鎖 R には多種類ある。

グルコシノレート (英: glucosinolate）は、カラシナやキャベツ、ワサビなどの辛味をもつアブラナ目の多くに含まれる二次代謝産物の一種である。カラシ油配糖体（カラシゆはいとうたい 英: mustard oil glycoside）とも呼ばれる。これらの植物の辛味は、その植物体が損傷した際にカラシ油配糖体から生じるカラシ油（イソチオシアン酸アリル）に由来する。これらの天然化学物質は、植物の害虫や病害に対する自衛に寄与することが多いが、そのうちの一部は人類により嗜好品とされ、健康増進成分としても利用される。

## 化学的特徴
グルコシノレート類は、グルコースおよびアミノ酸の誘導体であり、硫黄と窒素を含む自然由来の有機化合物の一群である。水に可溶なアニオンであり、調理中に水に浸み出す。グルコシノレート類はグルコシドの一種であり、全てのグルコシノレートは、中心炭素原子が硫黄原子を介してチオグルコース基と（したがってチオグリコシドに分類される）、窒素原子を介してスルホン酸基と結合（したがってアルドキシムの一種でもある）した構造を持っている。中心炭素はこの他にも一つの側鎖と結合しており、それぞれのグルコシノレートはこの部分が異なる。それぞれの植物種のもつグルコシノレート間の生化学的活性の違いはこの側鎖の違いが原因である。次に代表的グルコシノレートを挙げる。
- シニグリンはアリルイソチオシアネートの前駆体である。
- グルコトロパエオリン（英語版）はベンジルイソチオシアネートの前駆体である。
- グルコナスツルチイン（英語版）はフェネチルイソチオシアネートの前駆体である。
- グルコラファニン（英語版）はスルフォラファンの前駆体である。

## グルコシノレートを含む植物
グルコシノレートはアブラナ目（アブラナ科、フウチョウソウ科、パパイア科）に属するほとんど全ての植物の二次代謝産物として生じるほか、 Drypetes 属（ツゲモドキ科）にも含まれる。例えば、キャベツ類（白キャベツ、白菜、ブロッコリー）、オランダガラシ、ホースラディッシュ、ケッパー、カブ類にグルコシノレートが含まれる。これらの一部が香辛料として消費されている。この味はグルコシノレートの分解生成物（イソチオシアネート類）に起因する。グルコシノレートはこれらの植物の種にも含まれる。

## 生化学

### グルコシノレートの多様性
自然の植物に含まれるグルコシノレートとしては132種類が知られている。これらは特定のアミノ酸から合成され、由来するアミノ酸の種類によって、脂肪族・芳香族・インドールの3種類のグループに分類される。脂肪族グルコシノレートは主にメチオニン（アラニン、ロイシン、イソロイシン、バリンも含む）から成る。（ほとんどのグルコシノレートは実際にこれらのアミノ酸の長鎖型同族体から派生している。たとえばグルコラファニンはメチオニンの同族体の側鎖を二倍に長くしたジホモメチオニンから派生している。）インドールグルコシノレートには、トリプトファンから派生するグルコブラシシンなどが含まれる。芳香族グルコシノレートはフェニルアラニンとその長鎖同族体ホモフェニルアラニン、およびチロシンから派生し、シナルビンなどが含まれる。

### 酵素活性
これらの植物はミロシナーゼと呼ばれる、水の存在下でグルコース基をグルコシノレート分子から解離させる酵素を持っている。グルコシノレート分子を構成していた残りの原子団は速やかにイソチオシアネート、ニトリル、チオシアネートなどに変換される。これらの活性物質が植物の自衛に寄与している。グルコシノレートはカラシ油配糖体とも呼ばれる。標準的な反応生成物はイソチオシアネート（カラシ油）である。ほかの二つの生成物はこの反応の結果を変化させる特殊化されたタンパク質の存在下で生じる。

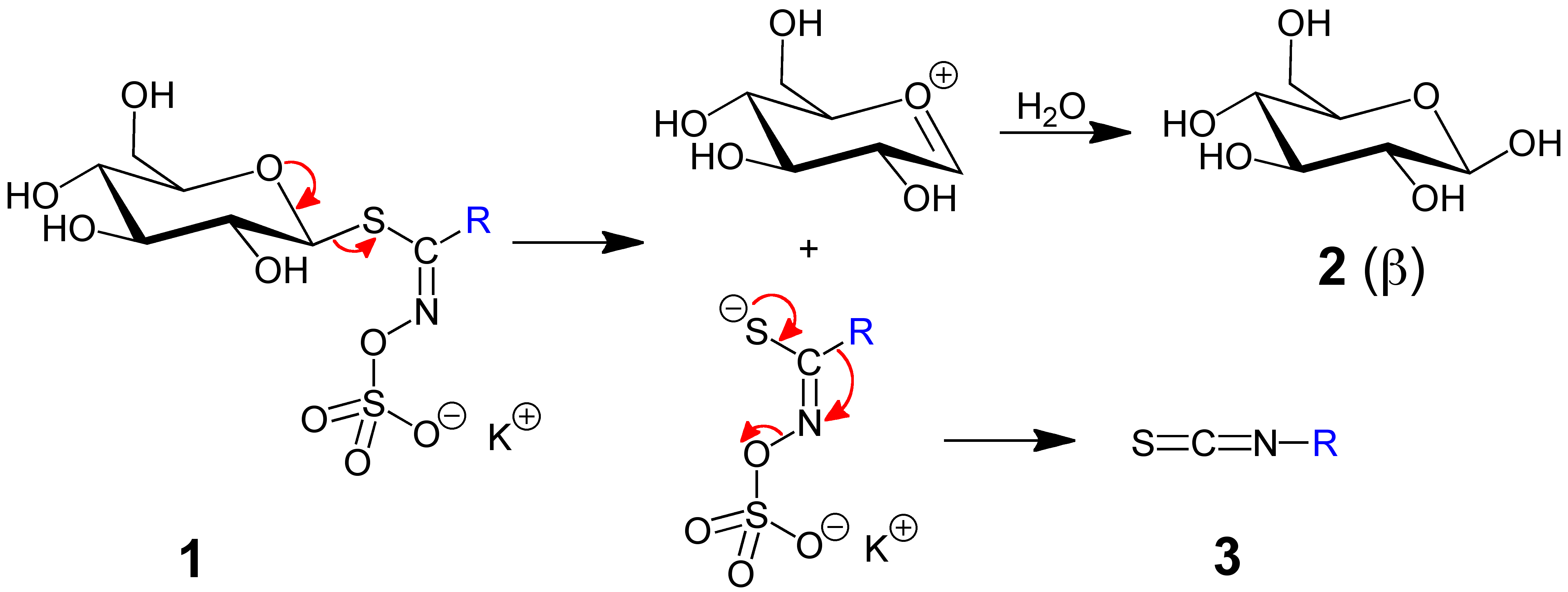
カラシ油グリコシド 1 はイソチオシアネート 3 （カラシ油）に変換されるグルコース 2 も遊離するが、 β-体のみを示している。– R = アリル基、ベンジル基、2-フェニルエチルなど。

植物自体への損傷を防ぐため、ミロシナーゼは細胞内のグルコシノレートとは別の部分に蓄えられており、主に物理的損傷などの条件下において会合する。

## 生物学的効果

### ヒトその他の哺乳類に対して

#### 毒性
グルコシノレート含有作物を動物の主食として用いる場合、グルコシノレートが対象動物の許容値を超えると悪影響を及ぼす可能性がある。いくつかのグルコシノレート類は過剰摂取するとヒトおよび動物に対して（主にゴイトロゲンとして）毒性がある。しかし、グルコシノレートの許容量は動物によって異なり、同属異種でも異なる場合（例: カイロトゲマウス〈学名: Acomys cahirinus〉とキンイロトゲマウス〈学名: Acomys russatus〉）がある。

#### 味と摂食行動
グルコシノレート類の一つであるシニグリンは、調理されたカリフラワーやメキャベツの苦味の原因物質である。グルコシノレートは動物の摂食行動に影響があることが示されている。

#### 研究
大量のグルコシノレートを生成する植物については、その抗癌作用に対して基礎研究が成されている。そのなかでも、ブロッコリーのスルフォラファンは最も知られた例である。

### 昆虫
グルコシノレートを大量に生成する植物から生じた物質は天然殺虫剤として働くことがある。
グルコシノレート含有植物にはモンシロチョウ、オオモンシロチョウ、クモマツマキチョウなどの蝶や一部のアリマキ、ガ、ハバチ、ノミトビヨロイムシなどの特徴的な特定の昆虫類が見られる。たとえば、オオモンシロチョウはグルコシノレート含有植物に産卵するが、これは幼虫の生存を助けるからである。このような特異性の化学的根拠はよくわかっていない。モンシロチョウやクモマツマキチョウは全てがいわゆるニトリル指定タンパク質、すなわちグルコシノレートの加水分解生成物をイソチオシアネートから比較的反応性の低いニトリルへと変更するタンパク質を持っている。これとは対照的に、コナガ (Plutella xylostella) はグルコシノレートサルファターゼと呼ばれる全く異なるタンパク質、すなわちグルコシノレートを脱硫酸化するタンパク質を持っており、ミロシナーゼが毒性生成物を生じないようにしている。
他の種類の昆虫（特化したハバチとアリマキ）はグルコシノレートを封印する。特化したアリマキは、特別な動物性ミロシナーゼを筋肉組織に持つ（ハバチは持たない）ことが知られており、封印されたグルコシノレートがアリマキの組織を破壊する前にこれを分解する。同じ植物に対するこのような多様な生化学的戦略は、植物・昆虫間関係の進化を理解しようとする試みにおいて重要な役割を果している。